# Province de Contralmirante Villar
La province de Contralmirante Villar (en espagnol : Provincia de Contralmirante Villar) est l'une des trois provinces de la région de Tumbes, au nord-ouest du Pérou. Son chef-lieu est la ville de Zorritos.

## Géographie
La province couvre une superficie de 1 499,88 km2. Elle est limitée au nord et à l'ouest par l'océan Pacifique, à l'est par la province de Tumbes, au sud par la région de Piura.

## Population
La population de la province s'élevait à 15 971 habitants en 2005.

## Subdivisions
La province de Contralmirante Villar est divisée en trois districts :
- Canoas de Punta Sal
- Casitas
- Zorritos